# Vahtrepa
Koordinaten: 58° 54′ N, 23° 1′ O
Vahtrepa ist ein Dorf (estnisch küla) in der Landgemeinde Hiiumaa (bis 2017: Landgemeinde Pühalepa). Es liegt auf der zweitgrößten estnischen Insel Hiiumaa (deutsch Dagö).

## Beschreibung und Geschichte
Vahtrepa (deutsch Wachterpäh) hat 34 Einwohner (Stand 31. Dezember 2011). Der Ort wurde 1565 unter dem Namen Wachterpa erwähnt. Er liegt direkt an der Ostsee.
Zum Gebiet von Vahtrepa gehören auch die Inseln Vohilaid, Hõralaid, Eerikulaid, Pujurderahu sowie kleinere Schären.
Vor der Gründung des Hafens von Heltermaa führte Mitte des 19. Jahrhunderts vom Hafen Vahtrepa aus die kürzeste Schiffsverbindung zum estnischen Festland. Durch die Senkung des Meeresspiegels war der Hafen, der vor allem die Stadt Haapsalu und die Insel Vormsi bediente, dann zu seicht geworden.

## Steilhang von Vahtrepa

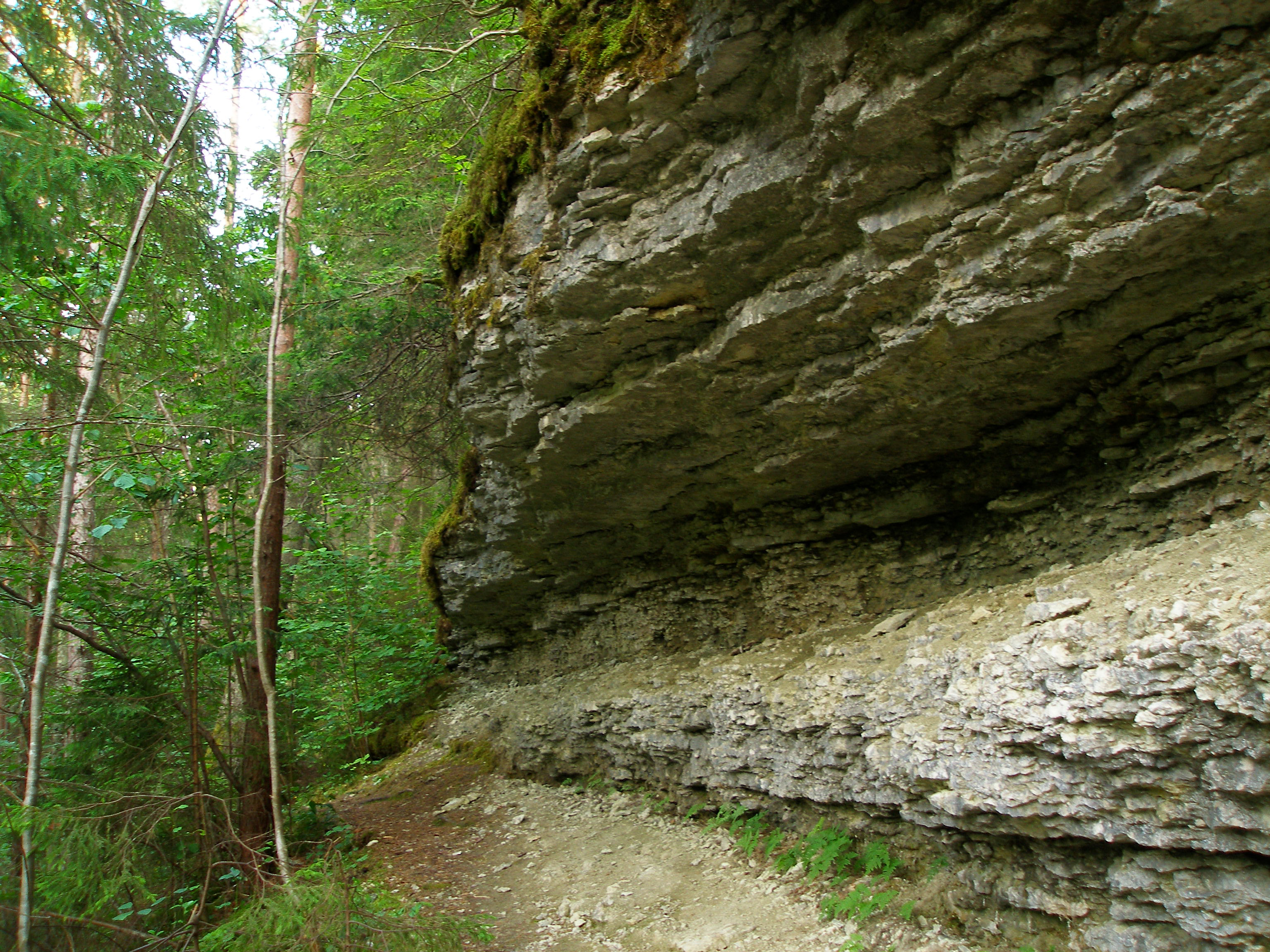

Bekannt ist vor allem der Steilhang von Vahtrepa (Vahtrepa pank bzw. Kallaste pank), der größte der Insel Hiiumaa. Er liegt im 1998 gegründeten Landschaftsschutzgebiet Kallaste (Kallaste maastikukaitseala) in einem 120 bis 140 Jahre alten Kiefernwald. Unter Naturschutz stehen dort seltene Pflanzenarten wie die kleine Felskresse, die Mauerraute und verschiedene Farne.
Der Steilhang aus dem Ordovizium ist 7,5 m hoch und erstreckt sich über eine Länge von 500 m. Er entstand vor etwa 2.000 Jahren durch die Hebung des Landes. Im Aufschluss finden sich zahlreiche Versteinerungen von Korallen, Moostierchen und Stromatoporen. Das Bioherm ist besonders im südlichen Teil des Hangs gut erhalten.
Der Volksmund von Hiiumaa bringt die Formation gerne mit Geschichten um den mythologischen Vanapagan in Verbindung. Der Bösewicht soll im Gestein seine Schmiede unterhalten haben.